# Rencontres de la Ligue des champions de la CAF 2017
Pour un article plus général, voir Ligue des champions de la CAF 2017.
Cet article présente les résultats détaillés des rencontres de la Ligue des champions de la CAF 2017.

## Équipes participantes
Zamalek SC
Al Ahly SC
Al Merreikh Omdurman
Al-Hilal Omdurman
Seize équipes prennent part à la phase de groupes.
| Légende des couleurs                                                    |
| ----------------------------------------------------------------------- |
| Premiers et deuxièmes de groupe se qualifient pour les quarts de finale |

| Chapeau 1             | Chapeau 1 | Chapeau 2           | Chapeau 2 | Chapeau 3            | Chapeau 3 | Chapeau 4           | Chapeau 4 |
| --------------------- | --------- | ------------------- | --------- | -------------------- | --------- | ------------------- | --------- |
| Al Ahly SC C          | 45 pts    | Al-Hilal Omdurman C | 20 pts    | Al Merreikh Omdurman | 14 pts    | Saint George C      | 2 pts     |
| Zamalek SC            | 36 pts    | ES Tunis C          | 20 pts    | AS Vita Club         | 12 pts    | Ferroviário Beira C | 0 pts     |
| ES Sahel              | 31 pts    | USM Alger C         | 16 pts    | Cotonsport Garoua    | 12 pts    | CAPS United C       | 0 pts     |
| Mamelodi Sundowns C T | 25 pts    | WA Casablanca       | 16 pts    | Al Ahly Tripoli C    | 5 pts     | Zanaco FC C         | 0 pts     |

Notes
T : Tenant du titre

C : Champion national

## Phase de groupes
Les jours de match sont les 12 et 14 mai , les 23 et 24 mai, les 2 et 4 juin, les 20 et 21 juin, les 30 juin et 2 juillet et les 7 et 9 juillet 2017,.

### Format
Dans chaque groupe, les équipes jouent chacune entre elles à domicile et à l'extérieur suivant un format « toutes rondes ». Le premier ainsi que le deuxième du groupe sont qualifiés pour les Quarts de finale.

#### Critères de départage
Selon l'article 17 du règlement de la compétition, si deux équipes ou plus sont à égalité de points à l'issue des matchs de groupe, les critères suivants sont appliqués dans l'ordre pour départager:
1. plus grand nombre de points obtenus dans les matches du groupe disputés entre les équipes concernées;
2. meilleure différence de buts dans les matches du groupe disputés entre les équipes concernées;
3. plus grand nombre de buts marqués dans les matches du groupe disputés entre les équipes concernées;
4. plus grand nombre de buts marqués à l’extérieur dans les matches du groupe disputés entre les équipes concernées;
5. si, après l’application des critères 1 à 4, plusieurs équipes sont toujours à égalité, les critères 1 à 4 sont à nouveau appliqués exclusivement aux matches entre les équipes concernées afin de déterminer leur classement final. Si cette procédure ne donne pas de résultat, les critères 6 à 12 s’appliquent;
6. meilleure différence de buts dans tous les matches du groupe;
7. plus grand nombre de buts marqués dans tous les matches du groupe;
8. plus grand nombre de buts marqués à l’extérieur dans tous les matches du groupe;
9. plus grand nombre de victoires dans tous les matches du groupe;
10. plus grand nombre de victoires à l'extérieur dans tous les matches du groupe;
11. total le plus faible de points disciplinaires sur la base uniquement des cartons jaunes et des cartons rouges reçus durant tous les matches du groupe (carton rouge = 3 points, carton jaune = 1 point, expulsion pour deux cartons jaunes au cours d'un match = 3 points);

Légende des classements
- Qualifié pour les Quarts de finale

Légende des résultats
- Victoire à domicile
- Match nul
- Victoire à l'extérieur

### Groupes

#### Groupe A
| Rang | Équipe               | Pts | J | G | N | P | Bp | Bc | Diff |  | Résultats (▼ dom., ► ext.) |     |     |     |     |
| ---- | -------------------- | --- | - | - | - | - | -- | -- | ---- |  | -------------------------- | --- | --- | --- | --- |
| 1    | ES Sahel             | 12  | 6 | 3 | 3 | 0 | 13 | 4  | +9   |  | ES Sahel                   |     | 5-0 | 3-0 | 1-1 |
| 2    | Ferroviário Beira    | 8   | 6 | 2 | 2 | 2 | 6  | 8  | -2   |  | Ferroviário Beira          | 1-1 |     | 1-0 | 0-0 |
| 3    | Al Merreikh Omdurman | 7   | 6 | 2 | 3 | 1 | 6  | 9  | -3   |  | Al Merreikh Omdurman       | 1-2 | 2-1 |     | 2-1 |
| 4    | Al Hilal Omdurman    | 4   | 6 | 0 | 4 | 2 | 4  | 8  | -4   |  | Al Hilal Omdurman          | 1-1 | 0-3 | 1-1 |     |

La FIFA a suspendu la Fédération du Soudan de football le 7 juillet 2017. En conséquence, les équipes soudanaises ne pouvaient continuer à participer à des compétitions internationales, et Al-Hilal et Al-Merrikh ont été disqualifiés de la Ligue des champions de la CAF et tous les matchs joués par eux avant que la disqualification ne soit annulée ne sont pas pris en compte. Le 20 juillet 2017, le Comité exécutif de la CAF prend note de la levée de la suspension du Soudan par la FIFA et indique que les clubs soudanais engagés dans les compétitions interclubs de la CAF ne sont pas disqualifiés mais perdent, conformément aux règlements, leurs matchs de la 6e journée de la phase de groupes.
| 1re journée            | ES Sahel                                                 | 5 - 0   | Ferroviário Beira | Stade olympique de Sousse, Sousse                        |                                                          |
| 12 mai 2017 18h00 CEST | Farias 15e 70e · Bangoura 37e · Lahmar 58e · Bouazza 60e | (2 - 0) |                   | Spectateurs : 5 000 environ Arbitrage : Juste Ephrem Zio | Spectateurs : 5 000 environ Arbitrage : Juste Ephrem Zio |
| 12 mai 2017 18h00 CEST | Msakni 44e                                               | Rapport | 45e Amorim        | Spectateurs : 5 000 environ Arbitrage : Juste Ephrem Zio | Spectateurs : 5 000 environ Arbitrage : Juste Ephrem Zio |

| 12 mai 2017 | Al-Hilal Omdurman | 1 - 1   | Al Merreikh Omdurman | Al Hilal Stadium, Omdurman                              |                                                         |
| 22h00 HAO   | Azeez 31e         | (1 - 0) | 61e Saadeldin        | Spectateurs : 40 000 environ Arbitrage : Daniel Bennett | Spectateurs : 40 000 environ Arbitrage : Daniel Bennett |
| 22h00 HAO   |                   | Rapport | 33e Wawa Sfondo      | Spectateurs : 40 000 environ Arbitrage : Daniel Bennett | Spectateurs : 40 000 environ Arbitrage : Daniel Bennett |

| 2e journée            | Al Merreikh Omdurman | 1 - 2   | ES Sahel                   | Al Merreikh Stadium, Omdurman                           |                                                         |
| 23 mai 2017 21h00 HAO | Al-Madina 52e        | (0 - 1) | 34e Farias · 90+3e Bouazza | Spectateurs : 40 000 environ Arbitrage : Rédouane Jiyed | Spectateurs : 40 000 environ Arbitrage : Rédouane Jiyed |
| 23 mai 2017 21h00 HAO |                      | Rapport | 35e Brigui                 | Spectateurs : 40 000 environ Arbitrage : Rédouane Jiyed | Spectateurs : 40 000 environ Arbitrage : Rédouane Jiyed |

| 23 mai 2017 | Ferroviário Beira              | 0 - 0   | Al-Hilal Omdurman          | Estádio do Ferroviário, Beira |                          |
| 15h00 EET   |                                | (0 - 0) |                            | Arbitrage : Wisdom Chewe      | Arbitrage : Wisdom Chewe |
| 15h00 EET   | Nyirenda 45e · Simao Agida 87e | Rapport | 85e El Tahir · 89e Ibrahim | Arbitrage : Wisdom Chewe      | Arbitrage : Wisdom Chewe |

| 3e journée            | Ferroviário Beira | 1 - 0   | Al Merreikh Omdurman | Estádio do Ferroviário, Beira          |                                        |
| 3 juin 2017 15h00 EET | Antonio 67e       | (0 - 0) |                      | Arbitrage : Hélder Martins de Carvalho | Arbitrage : Hélder Martins de Carvalho |
| 3 juin 2017 15h00 EET | Manyatera 83e     | Rapport | 45+3e 89e Yousif     | Arbitrage : Hélder Martins de Carvalho | Arbitrage : Hélder Martins de Carvalho |

| 3 juin 2017 | ES Sahel       | 1 - 1   | Al-Hilal Omdurman                                  | Stade olympique de Sousse, Sousse |                            |
| 22h45 CEST  | Boughattas 57e | (0 - 0) | 80e Moussa                                         | Arbitrage : Mohamed Marouf        | Arbitrage : Mohamed Marouf |
| 22h45 CEST  |                | Rapport | 16e Ahmed · 36e Ibrahim · 67e Bashir · 90e Feudjou | Arbitrage : Mohamed Marouf        | Arbitrage : Mohamed Marouf |

| 4e journée             | Al Merreikh Omdurman        | 2 - 1   | Ferroviário Beira | Al Merreikh Stadium, Omdurman     |                                   |
| 20 juin 2017 23h00 EET | Saadeldin 30e · Abdalla 59e | (1 - 1) | 16e Maninho       | Arbitrage : Bamlak Tessema Weyesa | Arbitrage : Bamlak Tessema Weyesa |
| 20 juin 2017 23h00 EET | Rapport                     |         |                   | Arbitrage : Bamlak Tessema Weyesa | Arbitrage : Bamlak Tessema Weyesa |

| 21 juin 2017 | Al-Hilal Omdurman | 1 - 1   | ES Sahel   | Al Hilal Stadium, Omdurman      |                                 |
| 22h00 EET    | Bashir 90e        | (0 - 0) | 85e Bedoui | Arbitrage : Hamada Nampiandraza | Arbitrage : Hamada Nampiandraza |
| 22h00 EET    | Rapport           |         |            | Arbitrage : Hamada Nampiandraza | Arbitrage : Hamada Nampiandraza |

| 5e journée                 | Ferroviário Beira | 1 - 1   | ES Sahel                | Estádio do Zimpeto, Maputo  |                             |
| 1er juillet 2017 15h00 EET | Chelito 71e       | (0 - 0) | 83e (pen.) Ben Belgacem | Arbitrage : Mahamadou Keita | Arbitrage : Mahamadou Keita |
| 1er juillet 2017 15h00 EET | Rapport           |         |                         | Arbitrage : Mahamadou Keita | Arbitrage : Mahamadou Keita |

| 30 juin 2017 | Al Merreikh Omdurman | 2 - 1   | Al-Hilal Omdurman | Al Merreikh Stadium, Omdurman                        |                                                      |
| 21h00 EET    | Rahman 9e 48e        | (1 - 0) | 65e Idris         | Spectateurs : 40 000 environ Arbitrage : Sidi Alioum | Spectateurs : 40 000 environ Arbitrage : Sidi Alioum |
| 21h00 EET    | Rapport              |         |                   | Spectateurs : 40 000 environ Arbitrage : Sidi Alioum | Spectateurs : 40 000 environ Arbitrage : Sidi Alioum |

| 6e journée                | ES Sahel | annulé | Al Merreikh Omdurman | Stade olympique de Sousse, Sousse |                           |
| 7 juillet 2017 18h00 CEST |          | (-)    |                      | Arbitrage : Janny Sikazwe         | Arbitrage : Janny Sikazwe |
| 7 juillet 2017 18h00 CEST | Rapport  |        |                      | Arbitrage : Janny Sikazwe         | Arbitrage : Janny Sikazwe |

| 7 juillet 2017 | Al-Hilal Omdurman | annulé | Ferroviário Beira | Al Hilal Stadium, Omdurman |                          |
| 20h00 EET      |                   | (-)    |                   | Arbitrage : Joshua Bondo   | Arbitrage : Joshua Bondo |
| 20h00 EET      | Rapport           |        |                   | Arbitrage : Joshua Bondo   | Arbitrage : Joshua Bondo |

#### Groupe B
| Rang | Équipe          | Pts | J | G | N | P | Bp | Bc | Diff |  | Résultats (▼ dom., ► ext.) |     |     |     |     |
| ---- | --------------- | --- | - | - | - | - | -- | -- | ---- |  | -------------------------- | --- | --- | --- | --- |
| 1    | USM Alger       | 11  | 6 | 3 | 2 | 1 | 12 | 5  | +7   |  | USM Alger                  |     | 3-0 | 2-0 | 4-1 |
| 2    | Al Ahly Tripoli | 9   | 6 | 2 | 3 | 1 | 11 | 10 | +1   |  | Al Ahly Tripoli            | 1-1 |     | 0-0 | 4-2 |
| 3    | Zamalek SC      | 6   | 6 | 1 | 3 | 2 | 6  | 8  | -2   |  | Zamalek SC                 | 1-1 | 2-2 |     | 2-0 |
| 4    | CAPS United     | 6   | 6 | 2 | 0 | 4 | 10 | 16 | -6   |  | CAPS United                | 2-1 | 2-4 | 3-1 |     |

| 1re journée            | USM Alger                                | 3 - 0   | Al Ahly Tripoli | Stade du 5-Juillet-1962, Alger                            |                                                           |
| 12 mai 2017 18h00 CEST | Chafaï 31e · Andria 45+1e · Darfalou 83e | (2 - 0) |                 | Spectateurs : 14 000 environ Arbitrage : Youssef Essrayri | Spectateurs : 14 000 environ Arbitrage : Youssef Essrayri |
| 12 mai 2017 18h00 CEST |                                          | Rapport | 30e Elhouni     | Spectateurs : 14 000 environ Arbitrage : Youssef Essrayri | Spectateurs : 14 000 environ Arbitrage : Youssef Essrayri |

| 12 mai 2017 | Zamalek SC               | 2 - 0   | CAPS United                                 | Stade Borg Al Arab, Alexandrie                         |                                                        |
| 21h00 EET   | Morsy 56e · Ohawuchi 83e | (0 - 0) |                                             | Spectateurs : 12 000 environ Arbitrage : Denis Dembele | Spectateurs : 12 000 environ Arbitrage : Denis Dembele |
| 21h00 EET   |                          | Rapport | 28e Taitamba · 43e Musarurwa · 62e Muchenje | Spectateurs : 12 000 environ Arbitrage : Denis Dembele | Spectateurs : 12 000 environ Arbitrage : Denis Dembele |

| 2e journée            | CAPS United     | 2 - 1   | USM Alger      | National Sports Stadium, Harare                             |                                                             |
| 24 mai 2017 15h00 EET | Chitiyo 16e 81e | (1 - 0) | 67e Abdellaoui | Spectateurs : 15 000 environ Arbitrage : Thierry Nkurunziza | Spectateurs : 15 000 environ Arbitrage : Thierry Nkurunziza |
| 24 mai 2017 15h00 EET | Dauda 90+4e     | Rapport |                | Spectateurs : 15 000 environ Arbitrage : Thierry Nkurunziza | Spectateurs : 15 000 environ Arbitrage : Thierry Nkurunziza |

| 23 mai 2017 | Al Ahly Tripoli                  | 0 - 0   | Zamalek SC | Stade Taïeb-Mehiri, Sfax                                      |                                                               |
| 19h00 CEST  |                                  | (0 - 0) |            | Spectateurs : 3 500 environ Arbitrage : Noureddine El Jaafari | Spectateurs : 3 500 environ Arbitrage : Noureddine El Jaafari |
| 19h00 CEST  | Abboud 39e · Ahmed 69e · Ali 86e | Rapport | 15e Hamed  | Spectateurs : 3 500 environ Arbitrage : Noureddine El Jaafari | Spectateurs : 3 500 environ Arbitrage : Noureddine El Jaafari |

| 3e journée            | Zamalek SC   | 1 - 1   | USM Alger                  | Stade Borg Al Arab, Alexandrie                         |                                                        |
| 2 juin 2017 22h00 EET | Mayuka 90+4e | (0 - 1) | 30e Chafaï                 | Spectateurs : 5 000 environ Arbitrage : Ali Lemghaifry | Spectateurs : 5 000 environ Arbitrage : Ali Lemghaifry |
| 2 juin 2017 22h00 EET | El Wensh 77e | Rapport | 73e Koudri · 84e Benmoussa | Spectateurs : 5 000 environ Arbitrage : Ali Lemghaifry | Spectateurs : 5 000 environ Arbitrage : Ali Lemghaifry |

| 2 juin 2017 | CAPS United                          | 2 - 4   | Al Ahly Tripoli                              | National Sports Stadium, Harare |                           |
| 15h00 EET   | Pfumbidzai 87e (pen.) · Zvirekwi 90e | (0 - 3) | 17e (pen.) 81e Derbali · 19e Ablou · 25e Ali | Arbitrage : Davies Omweno       | Arbitrage : Davies Omweno |
| 15h00 EET   | Jangano 16e                          | Rapport | 42e Abboud · 50e Saltou                      | Arbitrage : Davies Omweno       | Arbitrage : Davies Omweno |

| 4e journée              | Al Ahly Tripoli                             | 4 - 2   | CAPS United                  | Stade olympique d'El Menzah, Tunis |                          |
| 21 juin 2017 22h00 CEST | Taher 15e 46e · Al Ghanodi 55e · Ellafi 63e | (1 - 1) | 19e Pfumbidzai · 42e Chitiyo | Arbitrage : Joshua Bondo           | Arbitrage : Joshua Bondo |
| 21 juin 2017 22h00 CEST | Rapport                                     |         |                              | Arbitrage : Joshua Bondo           | Arbitrage : Joshua Bondo |

| 21 juin 2017 | USM Alger                    | 2 - 0   | Zamalek SC                  | Stade du 5-Juillet-1962, Alger                        |                                                       |
| 23h00 CEST   | Bellahcene 44e · Meziane 87e | (1 - 0) |                             | Spectateurs : 40 000 environ Arbitrage : Victor Gomes | Spectateurs : 40 000 environ Arbitrage : Victor Gomes |
| 23h00 CEST   | Sayoud 61e                   | Rapport | 17e, 61e Hamed · 90+5e Atef | Spectateurs : 40 000 environ Arbitrage : Victor Gomes | Spectateurs : 40 000 environ Arbitrage : Victor Gomes |

| 5e journée               | CAPS United                      | 3 - 1   | Zamalek SC   | National Sports Stadium, Harare        |                                        |
| 2 juillet 2017 15h00 EET | Pfumbidzai 31e · Amidu 75e 90+4e | (1 - 1) | 44e Ohawuchi | Arbitrage : Hélder Martins de Carvalho | Arbitrage : Hélder Martins de Carvalho |
| 2 juillet 2017 15h00 EET | Rapport                          |         |              | Arbitrage : Hélder Martins de Carvalho | Arbitrage : Hélder Martins de Carvalho |

| 30 juin 2017 | Al Ahly Tripoli | 1 - 1   | USM Alger  | Stade olympique d'El Menzah, Tunis                            |                                                               |
| 19h00 CEST   | Saltou 38e      | (1 - 1) | 16e Chafaï | Spectateurs : 9 000 environ Arbitrage : Bamlak Tessema Weyesa | Spectateurs : 9 000 environ Arbitrage : Bamlak Tessema Weyesa |
| 19h00 CEST   | Rapport         |         |            | Spectateurs : 9 000 environ Arbitrage : Bamlak Tessema Weyesa | Spectateurs : 9 000 environ Arbitrage : Bamlak Tessema Weyesa |

| 6e journée               | Zamalek SC | 2 - 2   | Al Ahly Tripoli | Stade Borg Al Arab, Alexandrie                               |                                                              |
| 9 juillet 2017 21h00 EET |            | (1 - 1) |                 | Spectateurs : 30 000 environ Arbitrage : Hamada Nampiandraza | Spectateurs : 30 000 environ Arbitrage : Hamada Nampiandraza |
| 9 juillet 2017 21h00 EET | Rapport    |         |                 | Spectateurs : 30 000 environ Arbitrage : Hamada Nampiandraza | Spectateurs : 30 000 environ Arbitrage : Hamada Nampiandraza |

| 9 juillet 2017 | USM Alger                                    | 4 - 1   | CAPS United | Stade du 5-Juillet-1962, Alger                           |                                                          |
| 20h00 CEST     | Hammar 36e · Hamzaoui 42e · Darfalou 78e 88e | (2 - 0) | 81e Amidu   | Spectateurs : 40 000 environ Arbitrage : Malang Diedhiou | Spectateurs : 40 000 environ Arbitrage : Malang Diedhiou |
| 20h00 CEST     | Rapport                                      |         |             | Spectateurs : 40 000 environ Arbitrage : Malang Diedhiou | Spectateurs : 40 000 environ Arbitrage : Malang Diedhiou |

#### Groupe C
| Rang | Équipe               | Pts | J | G | N | P | Bp | Bc | Diff |  | Résultats (▼ dom., ► ext.) |     |     |     |     |
| ---- | -------------------- | --- | - | - | - | - | -- | -- | ---- |  | -------------------------- | --- | --- | --- | --- |
| 1    | ES Tunis             | 12  | 6 | 3 | 3 | 0 | 11 | 4  | +7   |  | ES Tunis                   |     | 0-0 | 4-0 | 3-1 |
| 2    | Mamelodi Sundowns FC | 9   | 6 | 2 | 3 | 1 | 6  | 4  | +2   |  | Mamelodi Sundowns FC       | 1-2 |     | 0-0 | 1-1 |
| 3    | Saint-George SC      | 5   | 6 | 1 | 2 | 3 | 2  | 7  | -5   |  | Saint-George SC            | 0-0 | 0-1 |     | 1-0 |
| 4    | AS Vita Club         | 5   | 6 | 1 | 2 | 3 | 7  | 11 | -4   |  | AS Vita Club               | 2-2 | 1-3 | 2-1 |     |

| 1re journée           | Mamelodi Sundowns | 0 - 0   | Saint George | Lucas Masterpieces Moripe Stadium, Pretoria               |                                                           |
| 13 mai 2017 17h00 EET |                   | (0 - 0) |              | Spectateurs : 5 000 environ Arbitrage : Mohamed El Hanafy | Spectateurs : 5 000 environ Arbitrage : Mohamed El Hanafy |
| 13 mai 2017 17h00 EET | Rapport           |         |              | Spectateurs : 5 000 environ Arbitrage : Mohamed El Hanafy | Spectateurs : 5 000 environ Arbitrage : Mohamed El Hanafy |

| 12 mai 2017 | ES Tunis                                        | 3 - 1   | AS Vita Club | Stade olympique de Radès, Radès                        |                                                        |
| 16h00 CEST  | Coulibaly 20e · Khenissi 26e (pen.) · Badri 87e | (2 - 1) | 10e Atouba   | Spectateurs : 7 000 environ Arbitrage : Ali Lemghaifry | Spectateurs : 7 000 environ Arbitrage : Ali Lemghaifry |
| 16h00 CEST  | Rapport                                         |         |              | Spectateurs : 7 000 environ Arbitrage : Ali Lemghaifry | Spectateurs : 7 000 environ Arbitrage : Ali Lemghaifry |

| 2e journée             | AS Vita Club | 1 - 3   | Mamelodi Sundowns                     | Stade Tata-Raphaël, Kinshasa |                            |
| 24 mai 2017 15h30 CEST | Sidibe 32e   | (1 - 1) | 25e Laffor · 57e Zakri · 78e Vilakazi | Arbitrage : Bakary Gassama   | Arbitrage : Bakary Gassama |
| 24 mai 2017 15h30 CEST | Munganga 54e | Rapport | 62e Zakri · 90e Langerman             | Arbitrage : Bakary Gassama   | Arbitrage : Bakary Gassama |

| 23 mai 2017 | Saint George             | 0 - 0   | ES Tunis                           | Addis Abeba Stadium, Addis-Abeba |                          |
| 16h00 HAO   |                          | (0 - 0) |                                    | Arbitrage : Joshua Bondo         | Arbitrage : Joshua Bondo |
| 16h00 HAO   | Tamene 81e · Girma 90+2e | Rapport | 45+2e, 64e Chaalali · 82e Khenissi | Arbitrage : Joshua Bondo         | Arbitrage : Joshua Bondo |

| 3e journée            | Saint George | 1 - 0   | AS Vita Club           | Addis Abeba Stadium, Addis-Abeba |                              |
| 4 juin 2017 16h00 HAO | Saïd 60e     | (0 - 0) |                        | Arbitrage : Louis Hakizimana     | Arbitrage : Louis Hakizimana |
| 4 juin 2017 16h00 HAO |              | Rapport | 45e Lukombe · 57e Kupa | Arbitrage : Louis Hakizimana     | Arbitrage : Louis Hakizimana |

| 2 juin 2017 | Mamelodi Sundowns | 1 - 2   | ES Tunis               | Lucas Masterpieces Moripe Stadium, Pretoria |                              |
| 20h00 EET   | Vilakazi 21e      | (1 - 1) | 6e 90e (pen.) Khenissi | Arbitrage : Maguette N'Diaye                | Arbitrage : Maguette N'Diaye |
| 20h00 EET   |                   | Rapport | 68e Bguir              | Arbitrage : Maguette N'Diaye                | Arbitrage : Maguette N'Diaye |

| 4e journée              | AS Vita Club           | 2 - 1   | Saint George | Stade Tata-Raphaël, Kinshasa |                           |
| 20 juin 2017 15h00 CEST | Etekiama 7e 27e (pen.) | (2 - 0) | 64e Saladin  | Arbitrage : Janny Sikazwe    | Arbitrage : Janny Sikazwe |
| 20 juin 2017 15h00 CEST | Rapport                |         |              | Arbitrage : Janny Sikazwe    | Arbitrage : Janny Sikazwe |

| 21 juin 2017 | ES Tunis | 0 - 0   | Mamelodi Sundowns | Stade olympique de Radès, Radès |                                |
| 22h00 CEST   |          | (0 - 0) |                   | Arbitrage : Thierry Nkurunziza  | Arbitrage : Thierry Nkurunziza |
| 22h00 CEST   | Rapport  |         |                   | Arbitrage : Thierry Nkurunziza  | Arbitrage : Thierry Nkurunziza |

| 5e journée                 | Saint George | 0 - 1   | Mamelodi Sundowns | Addis Abeba Stadium, Addis-Abeba |                               |
| 1er juillet 2017 16h00 EET |              | (0 - 0) | 86e Laffor        | Arbitrage : Mehdi Abid Charef    | Arbitrage : Mehdi Abid Charef |
| 1er juillet 2017 16h00 EET | Rapport      |         |                   | Arbitrage : Mehdi Abid Charef    | Arbitrage : Mehdi Abid Charef |

| 1er juillet 2017 | AS Vita Club     | 2 - 2   | ES Tunis                | Stade Tata-Raphaël, Kinshasa   |                                |
| 16h00 CEST       | Etekiama 23e 30e | (2 - 1) | 10e 59e (pen.) Khenissi | Arbitrage : Eric Otogo-Castane | Arbitrage : Eric Otogo-Castane |
| 16h00 CEST       | Rapport          |         |                         | Arbitrage : Eric Otogo-Castane | Arbitrage : Eric Otogo-Castane |

| 6e journée               | Mamelodi Sundowns | -   | AS Vita Club | Lucas Masterpieces Moripe Stadium, Pretoria |  |
| 7 juillet 2017 20h45 EET |                   | (-) |              |                                             |  |
| 7 juillet 2017 20h45 EET | Rapport           |     |              |                                             |  |

| 7 juillet 2017 | ES Tunis                                   | 4-0   | Saint George | Stade olympique de Radès, Radès |  |
| 20h45 CEST     | chemmam32° mejri40° jouini82° machani90+2° | (2-0) |              |                                 |  |
| 20h45 CEST     | Rapport                                    |       |              |                                 |  |

#### Groupe D
| Rang | Équipe            | Pts | J | G | N | P | Bp | Bc | Diff |  | Résultats (▼ dom., ► ext.) |     |     |     |     |
| ---- | ----------------- | --- | - | - | - | - | -- | -- | ---- |  | -------------------------- | --- | --- | --- | --- |
| 1    | Wydad AC          | 12  | 6 | 4 | 0 | 2 | 7  | 3  | +4   |  | Wydad AC                   |     | 2-0 | 1-0 | 2-0 |
| 2    | Al Ahly SC        | 11  | 6 | 3 | 2 | 1 | 7  | 3  | +4   |  | Al Ahly SC                 | 2-0 |     | 0-0 | 3-1 |
| 3    | Zanaco FC         | 11  | 6 | 3 | 2 | 1 | 4  | 2  | +2   |  | Zanaco FC                  | 1-0 | 0-0 |     | 2-1 |
| 4    | Cotonsport Garoua | 0   | 6 | 0 | 0 | 6 | 2  | 12 | -10  |  | Cotonsport Garoua          | 0-2 | 0-2 | 0-1 |     |

| 1re journée           | WA Casablanca           | 2 - 0   | Cotonsport Garoua         | Stade Mohammed-V, Casablanca                                        |                                                                     |
| 12 mai 2017 21h00 WET | Jebor 39e · Atouchi 63e | (1 - 0) |                           | Spectateurs : 45 000 environ Arbitrage : Hélder Martins de Carvalho | Spectateurs : 45 000 environ Arbitrage : Hélder Martins de Carvalho |
| 12 mai 2017 21h00 WET |                         | Rapport | 41e Atangana · 62e Ewonde | Spectateurs : 45 000 environ Arbitrage : Hélder Martins de Carvalho | Spectateurs : 45 000 environ Arbitrage : Hélder Martins de Carvalho |

| 13 mai 2017 | Al Ahly SC | 0 - 0   | Zanaco FC | Stade Borg Al Arab, Alexandrie                          |                                                         |
| 19h00 EET   |            | (0 - 0) |           | Spectateurs : 10 000 environ Arbitrage : Bakary Gassama | Spectateurs : 10 000 environ Arbitrage : Bakary Gassama |
| 19h00 EET   | Rapport    |         |           | Spectateurs : 10 000 environ Arbitrage : Bakary Gassama | Spectateurs : 10 000 environ Arbitrage : Bakary Gassama |

| 2e journée            | Zanaco FC                 | 1 - 0   | WA Casablanca | National Heroes Stadium, Lusaka                          |                                                          |
| 24 mai 2017 16h00 EET | Mbewe 13e                 | (1 - 0) |               | Spectateurs : 3 000 environ Arbitrage : Louis Hakizimana | Spectateurs : 3 000 environ Arbitrage : Louis Hakizimana |
| 24 mai 2017 16h00 EET | Mulenga 59e · Nyaende 80e | Rapport |               | Spectateurs : 3 000 environ Arbitrage : Louis Hakizimana | Spectateurs : 3 000 environ Arbitrage : Louis Hakizimana |

| 23 mai 2017 | Cotonsport Garoua | 0 - 2   | Al Ahly SC              | Stade Roumdé Adjia, Garoua                           |                                                      |
| 16h00 CEST  |                   | (0 - 2) | 12e Ajayi · 14e Zakaria | Spectateurs : 7 000 environ Arbitrage : Victor Gomes | Spectateurs : 7 000 environ Arbitrage : Victor Gomes |
| 16h00 CEST  | Rapport           |         |                         | Spectateurs : 7 000 environ Arbitrage : Victor Gomes | Spectateurs : 7 000 environ Arbitrage : Victor Gomes |

| 3e journée            | Zanaco FC               | 2 - 1   | Cotonsport Garoua        | National Heroes Stadium, Lusaka |                            |
| 3 juin 2017 15h00 EET | Sakala 9e · Kitumbo 85e | (-)     | 25e Souleymanou          | Arbitrage : Abou Coulibaly      | Arbitrage : Abou Coulibaly |
| 3 juin 2017 15h00 EET |                         | Rapport | 29e Kombous · 76e Belamo | Arbitrage : Abou Coulibaly      | Arbitrage : Abou Coulibaly |

| 4 juin 2017 | Al Ahly SC              | 2 - 0   | WA Casablanca | Stade Borg Al Arab, Alexandrie                           |                                                          |
| 23h00 EET   | Zakaria 24e · Ajayi 79e | (1 - 0) |               | Spectateurs : 5 000 environ Arbitrage : Youssef Essrayri | Spectateurs : 5 000 environ Arbitrage : Youssef Essrayri |
| 23h00 EET   | Soliman 26e             | Rapport | 77e Nakach    | Spectateurs : 5 000 environ Arbitrage : Youssef Essrayri | Spectateurs : 5 000 environ Arbitrage : Youssef Essrayri |

| 4e journée             | WA Casablanca             | 2 - 0   | Al Ahly SC | Stade Mohammed-V, Casablanca  |                               |
| 20 juin 2017 23h00 WET | Ondama 47e · El Karti 78e | (0 - 0) |            | Arbitrage : Mehdi Abid Charef | Arbitrage : Mehdi Abid Charef |
| 20 juin 2017 23h00 WET | Rapport                   |         |            | Arbitrage : Mehdi Abid Charef | Arbitrage : Mehdi Abid Charef |

| 21 juin 2017 | Cotonsport Garoua | 0 - 1   | Zanaco FC    | Stade Roumdé Adjia, Garoua     |                                |
| 15h00 CEST   |                   | (0 - 0) | 90+1e Sakala | Arbitrage : Eric Otogo-Castane | Arbitrage : Eric Otogo-Castane |
| 15h00 CEST   | Rapport           |         |              | Arbitrage : Eric Otogo-Castane | Arbitrage : Eric Otogo-Castane |

| 5e journée                 | Zanaco FC | 0 - 0   | Al Ahly SC | National Heroes Stadium, Lusaka |                            |
| 1er juillet 2017 15h00 EET |           | (0 - 0) |            | Arbitrage : Ali Lemghaifry      | Arbitrage : Ali Lemghaifry |
| 1er juillet 2017 15h00 EET | Rapport   |         |            | Arbitrage : Ali Lemghaifry      | Arbitrage : Ali Lemghaifry |

| 1er juillet 2017 | Cotonsport Garoua | 0 - 2   | WA Casablanca             | Stade Roumdé Adjia, Garoua |                           |
| 16h00 CEST       |                   | (0 - 1) | 43e Bencharki · 71e Aarab | Arbitrage : Davies Omweno  | Arbitrage : Davies Omweno |
| 16h00 CEST       | Rapport           |         |                           | Arbitrage : Davies Omweno  | Arbitrage : Davies Omweno |

| 6e journée               | Al Ahly SC | 3 - 1   | Cotonsport Garoua | Stade Borg Al Arab, Alexandrie                          |                                                         |
| 8 juillet 2017 21h00 EET |            | (2 - 1) |                   | Spectateurs : 10 000 environ Arbitrage : Ferdinand Udoh | Spectateurs : 10 000 environ Arbitrage : Ferdinand Udoh |
| 8 juillet 2017 21h00 EET | Rapport    |         |                   | Spectateurs : 10 000 environ Arbitrage : Ferdinand Udoh | Spectateurs : 10 000 environ Arbitrage : Ferdinand Udoh |

| 8 juillet 2017 | WA Casablanca | 1 - 0   | Zanaco FC | Stade Mohammed-V, Casablanca                            |                                                         |
| 20h00 CEST     |               | (0 - 0) |           | Spectateurs : 65 000 environ Arbitrage : Daniel Bennett | Spectateurs : 65 000 environ Arbitrage : Daniel Bennett |
| 20h00 CEST     | Rapport       |         |           | Spectateurs : 65 000 environ Arbitrage : Daniel Bennett | Spectateurs : 65 000 environ Arbitrage : Daniel Bennett |

## Phase à élimination directe

### Quarts de finale
| Équipe            | Aller | Total           | Retour | Équipe        |
| ----------------- | ----- | --------------- | ------ | ------------- |
| Al Ahly Tripoli   | 0 - 0 | 0 - 2           | 0 - 2  | ES Sahel      |
| Ferroviário Beira | 1 - 1 | 1 - 1 E         | 0 - 0  | USM Alger     |
| Mamelodi Sundowns | 1 - 0 | 1 - 1 3 - 4 tab | 0 - 1  | WA Casablanca |
| Al Ahly SC        | 2 - 2 | 4 - 3           | 2 - 1  | ES Tunis      |

| 17 septembre 2017 | Al Ahly Tripoli                         | 0 - 0   | ES Sahel                                                   | Stade Borg Al Arab, Alexandrie |                               |
| 20h00 EET         |                                         | (0 - 0) |                                                            | Arbitrage : Mehdi Abid Charef  | Arbitrage : Mehdi Abid Charef |
| 20h00 EET         | Ahmed 44e · khalleefah 50e · Aleyat 76e | Rapport | 30e Konaté · 38e Diogo Acosta · 40e Bangoura · 90+3e Sfaxi | Arbitrage : Mehdi Abid Charef  | Arbitrage : Mehdi Abid Charef |

| 24 septembre 2017 | ES Sahel      | 2 - 0   | Al Ahly Tripoli                           | Stade olympique de Sousse, Sousse                      |                                                        |
| 18h30 CEST        | Marey 14e 46e | (1 - 0) |                                           | Spectateurs : 20 000 environ Arbitrage : Janny Sikazwe | Spectateurs : 20 000 environ Arbitrage : Janny Sikazwe |
| 18h30 CEST        | Chermiti 33e  | Rapport | 20e Derbali · 45e Abboud · 48e khalleefah | Spectateurs : 20 000 environ Arbitrage : Janny Sikazwe | Spectateurs : 20 000 environ Arbitrage : Janny Sikazwe |

| 16 septembre 2017 | Ferroviário Beira | 1 - 1   | USM Alger                       | Estádio do Ferroviário, Beira                               |                                                             |
| 15h00 EET         | Kanda 89e         | (0 - 0) | 63e Darfalou                    | Spectateurs : 6 000 environ Arbitrage : Hamada Nampiandraza | Spectateurs : 6 000 environ Arbitrage : Hamada Nampiandraza |
| 15h00 EET         | Agy 19e           | Rapport | 4e Abdellaoui · 84e Zemmamouche | Spectateurs : 6 000 environ Arbitrage : Hamada Nampiandraza | Spectateurs : 6 000 environ Arbitrage : Hamada Nampiandraza |

| 23 septembre 2017 | USM Alger | 0 - 0   | Ferroviário Beira          | Stade du 5-Juillet-1962, Alger                          |                                                         |
| 18h30 CEST        |           | (0 - 0) |                            | Spectateurs : 35 000 environ Arbitrage : Bakary Gassama | Spectateurs : 35 000 environ Arbitrage : Bakary Gassama |
| 18h30 CEST        |           | Rapport | 29e Nyirenda · 81e Maninho | Spectateurs : 35 000 environ Arbitrage : Bakary Gassama | Spectateurs : 35 000 environ Arbitrage : Bakary Gassama |

| 17 septembre 2017 | Mamelodi Sundowns | 1 - 0   | WA Casablanca              | Lucas Masterpieces Moripe Stadium, Pretoria                    |                                                                |
| 15h00 EET         | Zakri 71e         | (0 - 0) |                            | Spectateurs : 15 000 environ Arbitrage : Bamlak Tessema Weyesa | Spectateurs : 15 000 environ Arbitrage : Bamlak Tessema Weyesa |
| 15h00 EET         |                   | Rapport | 21e Haddad · 90+3e Ounajem | Spectateurs : 15 000 environ Arbitrage : Bamlak Tessema Weyesa | Spectateurs : 15 000 environ Arbitrage : Bamlak Tessema Weyesa |

| 23 septembre 2017 | WA Casablanca                            | 1 - 0             | Mamelodi Sundowns                         | Stade Moulay-Abdallah, Rabat                            |                                                         |
| 21h00 CEST        | Saidi 26e                                | (1 - 0)           |                                           | Spectateurs : 75 000 environ Arbitrage : Ali Lemghaifry | Spectateurs : 75 000 environ Arbitrage : Ali Lemghaifry |
| 21h00 CEST        | Noussir 78e · Atouchi 90+2e              | Rapport           | 54e Onyango · 57e Madisha · 87e Arendse · | Spectateurs : 75 000 environ Arbitrage : Ali Lemghaifry | Spectateurs : 75 000 environ Arbitrage : Ali Lemghaifry |
| 21h00 CEST        | Atouchi · Khadrouf · Bencharki · Ounajem | Tirs au but 3 – 2 | Lebese · Tau · Madisha · Zakri · Bangaly  | Spectateurs : 75 000 environ Arbitrage : Ali Lemghaifry | Spectateurs : 75 000 environ Arbitrage : Ali Lemghaifry |

| 16 septembre 2017 | Al Ahly SC                  | 2 - 2   | ES Tunis                    | Stade Borg Al Arab, Alexandrie                           |                                                          |
| 19h00 EET         | Saïd 11e (pen.) · Azaro 67e | (1 - 1) | 21e Khenissi · 48e Chaalali | Spectateurs : 25 000 environ Arbitrage : Malang Diedhiou | Spectateurs : 25 000 environ Arbitrage : Malang Diedhiou |
| 19h00 EET         | Fathi 47e · Soliman 73e     | Rapport | 11e Talbi · 83e Chaalali    | Spectateurs : 25 000 environ Arbitrage : Malang Diedhiou | Spectateurs : 25 000 environ Arbitrage : Malang Diedhiou |

| 23 septembre 2017 | ES Tunis            | 1 - 2   | Al Ahly SC                                          | Stade olympique de Radès, Radès                      |                                                      |
| 19h00 CEST        | Khenissi 40e (pen.) | (1 - 0) | 50e Maâloul · 62e Ajayi                             | Spectateurs : 40 000 environ Arbitrage : Sidi Alioum | Spectateurs : 40 000 environ Arbitrage : Sidi Alioum |
| 19h00 CEST        |                     | Rapport | 22e Zakaria · 29e Ashour · 37e Ekramy · 90+4e Ajayi | Spectateurs : 40 000 environ Arbitrage : Sidi Alioum | Spectateurs : 40 000 environ Arbitrage : Sidi Alioum |

### Demi-finales
| Équipe    | Aller | Total | Retour | Équipe        |
| --------- | ----- | ----- | ------ | ------------- |
| ES Sahel  | 2 - 1 | 4 - 7 | 2 - 6  | Al Ahly SC    |
| USM Alger | 0 - 0 | 1 - 3 | 1 - 3  | WA Casablanca |

| 1er octobre 2017 | ES Sahel                  | 2 - 1   | Al Ahly SC | Stade olympique de Sousse, Sousse |                                |
| 18h30 CEST       | Brigui 16e · Ben amor 73e | (1 - 0) | 66e Gomaa  | Arbitrage : Eric Otogo-Castane    | Arbitrage : Eric Otogo-Castane |

| 20 octobre 2017 | Al Ahly SC                                                     | 6 - 2   | ES Sahel                | Stade Borg Al Arab, Alexandrie |  |
| 20h00 EET       | Maaloul 2e · Azaro 23e 39e 48e · Nagguez 59e (csc) · Rabia 66e | (3 - 0) | 51e Bedoui · 90e Msekni |                                |  |

| 29 septembre 2017 | USM Alger                               | 0 - 0   | WA Casablanca                | Stade du 5-Juillet-1962, Alger                       |                                                      |
| 18h00 CEST        |                                         | (0 - 0) |                              | Spectateurs : 65 000 environ Arbitrage : Sidi Alioum | Spectateurs : 65 000 environ Arbitrage : Sidi Alioum |
| 18h00 CEST        | Meftah 38e · Benmoussa 47e · Chafaï 89e |         | 14e Gaddarine · 89e Khadrouf | Spectateurs : 65 000 environ Arbitrage : Sidi Alioum | Spectateurs : 65 000 environ Arbitrage : Sidi Alioum |

| 20 octobre 2017 | WA Casablanca                      | 3 - 1   | USM Alger                     | Stade Mohammed V, Casablanca                             |                                                          |
| 21h00 CEST      | El Karti 26e · Bencharki 54e 90+3e | (1 - 0) | Abdellaoui 67e                | Spectateurs : 90 000 environ Arbitrage : Malang Diedhiou | Spectateurs : 90 000 environ Arbitrage : Malang Diedhiou |
| 21h00 CEST      | Atouchi 47e, 56e · Nekkach 58e     |         | 53e Abdellaoui · 58e Darfalou | Spectateurs : 90 000 environ Arbitrage : Malang Diedhiou | Spectateurs : 90 000 environ Arbitrage : Malang Diedhiou |

### Finale
| 28 octobre 2017 | Al Ahly SC        | 1 - 1   | WA Casablanca | Stade Borg Al Arab                                              |                                                                 |
| 19h00 CEST      | Moamen Zakaria 3e | (1 - 1) | Bencharki 16e | Spectateurs : 100 000 environ Arbitrage : Bamlak Tessema Weyesa | Spectateurs : 100 000 environ Arbitrage : Bamlak Tessema Weyesa |
| 19h00 CEST      | Rapport           |         |               | Spectateurs : 100 000 environ Arbitrage : Bamlak Tessema Weyesa | Spectateurs : 100 000 environ Arbitrage : Bamlak Tessema Weyesa |

| 4 novembre 2017 | WA Casablanca                                    | 1 - 0   | Al Ahly SC                                                                            | Stade Mohamed V - Casablanca                             |                                                          |
| 21h00 CEST      | W. El Karti 69e                                  | (0 - 0) |                                                                                       | Spectateurs : 120 000 environ Arbitrage : Bakary Gassama | Spectateurs : 120 000 environ Arbitrage : Bakary Gassama |
| 21h00 CEST      | Y. Rabeh 40e · A. Khadrouf 83e · Z. Laaroubi 90e | Rapport | O. Ajayi 22e · A. Fathi 39e · M. Zakaria 67e · Amr Al Sulaya 77e · A. Abdul Zaher 85e | Spectateurs : 120 000 environ Arbitrage : Bakary Gassama | Spectateurs : 120 000 environ Arbitrage : Bakary Gassama |